# Patna flygplats
Patna är en flygplats i Indien.   Den ligger i distriktet Patna och delstaten Bihar, i den nordöstra delen av landet, 900 km öster om huvudstaden New Delhi. Patna ligger 51 meter över havet.